# Руні Мара
Патрисія Руні Мара (англ. Patricia Rooney Mara;нар. 17 квітня 1985 року, Бредфорд, США) — американська кіноакторка. Номінантка премій «Оскар» та «Золотий глобус» за роль Лісбет Саландер в фільмі «Дівчина з татуюванням дракона». Володарка Призу Каннського кінофестивалю за найкращу жіночу роль та номінантка «Оскара», «Золотого глобуса» й «BAFTA» за роль Терези Беліве в фільмі «Керол» (2015).

## Біографія
Народилася в Бредфорді, штат Нью-Йорк в сім'ї Тімоті Крістофера Мара, віце-президента футбольної команди «New York Giants», і Кетлін МакНалті (до шлюбу Руні). Акторка має італійське та ірландське коріння, братів Деніеля і Коннора та сестру Кеті Мара, яка теж є акторкою. Прадідусь Арт Руні є засновником футбольної команди «Піттсбург Стілерс».
Дитинство Мара провела у Західному Честері, Нью-Йорк. Стати акторкою її надихнули старі фільми «Віднесені вітром», «Ребека» і «Виховання крихітки», які вона любила часто переглядати з матір'ю.

## Кар'єра
На екрані дебютувала в 2005 році у фільмі жахів «Міські легенди 3: Кривава Мері». У 2006 році вона знялася в одному з епізодів серіалу «Закон і порядок». У 2010 році виходить фільм «Кошмар на вулиці В'язів», рімейк однойменного горору 1984 року, в якому Мара виконала одну з головних ролей.
У 2014 році зіграла одну з головних ролей у британсько-американській романтичній драмі Тода Гейнса «Керол», за яку у 2015 році отримала приз 68-го Каннського кінофестивалю за найкращу жіночу роль.

## Фільмографія

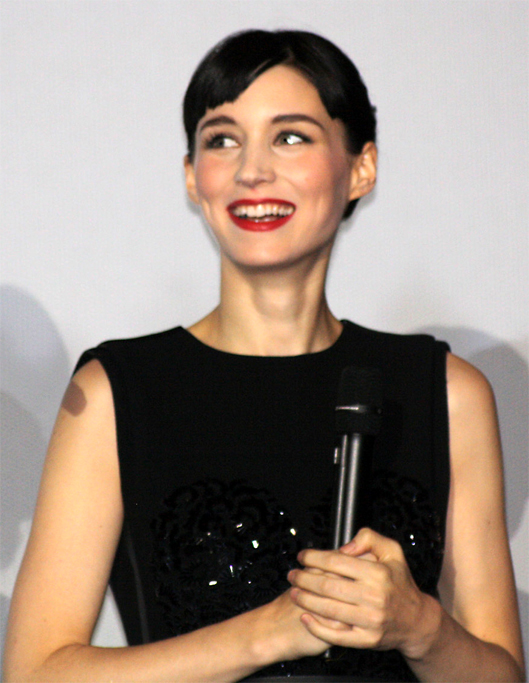
Мара на паризькій прем'єрі фільму «Дівчина з татуюванням дракона». Січень 2012 року.

| Рік  | Назва                                | Ориг. назва                                 | Роль                    | Примітки                                                             |
| ---- | ------------------------------------ | ------------------------------------------- | ----------------------- | -------------------------------------------------------------------- |
| 2005 | Міські легенди 3: Кривава Мері       | англ. Urban Legends: Bloody Mary            | Дівчинка в класі #1     | Відео (в титрах: Патрісія Мара)                                      |
| 2006 | Закон і порядок: Спеціальний корпус  | англ. Law & Order: Special Victims Unit     | Джессіка Делей          | Епізод 7.20 «Fat» (в титрах: Тріша Мара)                             |
| 2007 | Жіночий клуб з розслідування вбивств | англ. Women's Murder Club                   | Алексіс Шерман          | Епізод 1.03 «Blind Dates and Bleeding Hearts» (в титрах: Тріша Мара) |
| 2008 | Хлопець мрії                         | англ. Dream Boy                             | Евелін                  | (в титрах: Тріша Мара)                                               |
| 2008 | Чистильник                           | англ. The Cleaner                           | Ребекка Сміт            | Епізод 1.10 «Rebecca»                                                |
| 2009 | Виклик                               | англ. Dare                                  | Кортні                  |                                                                      |
| 2009 | Сезон перемог                        | англ. The Winning Season                    | Венді                   |                                                                      |
| 2009 | Швидка допомога                      | англ. ER                                    | Меґан                   | Епізод: «Old Times» Епізод: «I Feel Good»                            |
| 2009 | Друзі з перевагою                    | англ. Friends (With Benefits)               | Тара                    |                                                                      |
| 2009 | Бунтівна юність                      | англ. Youth in Revolt                       | Теґґерті                |                                                                      |
| 2009 | Таннер Голл                          | англ. Tanner Hall                           | Фернанда                |                                                                      |
| 2010 | Кошмар на вулиці В'язів              | англ. A Nightmare on Elm Street             | Ненсі Голбрук           |                                                                      |
| 2010 | Соціальна мережа                     | англ. The Social Network                    | Еріка Олбрайт           |                                                                      |
| 2011 | Дотик зла                            | англ. Touch of Evil                         |                         | короткометражний                                                     |
| 2011 | Дівчина з татуюванням дракона        | англ. The Girl with the Dragon Tattoo       | Лізбет Саландер         |                                                                      |
| 2013 | Несвяті                              | англ. Ain't Them Bodies Saints              | Рут Гатрі               |                                                                      |
| 2013 | Побічна дія                          | англ. Side Effects                          | Емілі Тейлор            |                                                                      |
| 2013 | Вона                                 | англ. Her                                   | Кетрін                  |                                                                      |
| 2014 | Сміття                               | англ. Trash                                 | сестра Олівія           |                                                                      |
| 2015 | Керол                                | англ. Carol                                 | Тереза Беліве           |                                                                      |
| 2015 | Пен: Подорож до Небувалії            | англ. Pan                                   | Тигровая Лілія          |                                                                      |
| 2016 | Уна                                  | англ. Una                                   | Уна                     |                                                                      |
| 2016 | Щоденник Роуз                        | англ. The Secret Scripture                  | молода Розанна МакНалті |                                                                      |
| 2016 | Лев                                  | англ. Lion                                  | Люсі                    |                                                                      |
| 2016 | Кубо і легенда самурая               | англ. Kubo and the Two Strings              | Сестри (озвучка)        |                                                                      |
| 2017 | Пісня за піснею                      | англ. Song to Song                          | Фей                     |                                                                      |
| 2017 | Відкриття                            | англ. The Discovery                         | Айла                    |                                                                      |
| 2017 | Історія примари                      | англ. A Ghost Story                         | M                       |                                                                      |
| 2018 | Не хвилюйся, він далеко не піде      | англ. Don't Worry, He Won't Get Far on Foot | Анну                    |                                                                      |
| 2018 | Марія Магдалина                      | англ. Mary Magdalene                        | Марія Магдалина         |                                                                      |
| 2018 | Панування                            | англ. Dominion                              | оповідач                | документальний фільм                                                 |
| 2021 | Алея жаху                            | англ. Nightmare Alley                       | Моллі Келхілл           |                                                                      |
| 2022 | Говорять жінки                       | англ. Women Talking                         | Вона Фрізен             |                                                                      |

## Нагороди та номінації
| Нагорода                | Рік  | Категорія                          | Робота                        | Результат |
| ----------------------- | ---- | ---------------------------------- | ----------------------------- | --------- |
| Оскар                   | 2012 | Найкраща жіноча роль               | Дівчина з татуюванням дракона | Номінація |
| Оскар                   | 2016 | Найкраща жіноча роль другого плану | Керол                         | Номінація |
| BAFTA Film Awards       | 2016 | Найкраща жіноча роль другого плану | Керол                         | Номінація |
| Каннський кінофестиваль | 2016 | Приз за найкращу жіночу роль       | Керол                         | Перемога  |